# Holoaden luederwaldti
Holoaden luederwaldti is een kikker uit de familie Craugastoridae. De soort werd voor het eerst wetenschappelijk beschreven door Alípio de Miranda-Ribeiro in 1920. Oorspronkelijk werd de wetenschappelijke naam Holoaden lüderwaldti gebruikt.
De kikker komt voor in Zuid-Amerika en is endemisch in Brazilië.